# 古惑仔情義篇之洪興十三妹
《古惑仔情義篇之洪興十三妹》即依據香港漫畫家牛佬所繪製的漫畫《古惑仔》為基礎，再進行改編的幫派電影，本片由嘉禾公司出品，葉偉民導演。同由吳君如飾演「十三妹」同名角色但採用新故事線和世界觀的姊妹作是《欲望之城》。本片是古惑仔外传

## 劇情簡介
聯和堂成員花fit打算染指砵蘭街的色情行業，並以威迫利誘的方式，試圖介入十三妹的色情場所，但是十三妹斷然拒絕，所以花fit就吩咐他的兄弟伏擊十三妹，豈料他們被十三妹男友韓賓所派遣的兄弟制服，原來十三妹已經知道她的女人莎莎是叛徒，向花fit告密，遂以家法侍候（打胸部）。
十三妹與韓賓前往佛堂祭祀父親，追憶起從前一段傷心往事……
十三妹的父親吹水達是洪興社成員，卻混不出一點名堂，他希望十三妹是位男孩子，但事與願違。
十三妹從小在砵蘭街長大成人，經常與青梅竹馬的張美潤，靠仙人跳騙錢為生。晚間，十三妹和張美潤騙取金錢後，便前往地下搏擊場賭博，而她最仰慕東星社打手可樂，常對他神魂顛倒。某日，吹水達簽中六合彩60萬港元的彩金，卻被聯和堂成員咸濕從手中將彩票搶走，導致十三妹對彩票被奪的事情，深感不滿。十三妹趁咸濕再次騷擾張美潤的時候，打算故計重施騙錢，但仙人跳的手法卻遭識破，就此惹禍上身。同時，僥倖從咸濕手中逃出的張美潤，立即打電話通知吹水達前往解救十三妹，吹水達終被痛毆身亡。
因此，十三妹持刀打算向咸濕報殺父大仇，但反被痛毆成傷，幸好神秘女子刀疤淇出手解救，兩人無話不談。原來刀疤淇的前男友是掃黃組組長James，也是鹹濕的結拜兄弟，但James只是視刀疤淇為妓女，還因此失去腹中的骨肉，從此她一蹶不振，但她沒有忘記仇恨，並打算利用十三妹對付James。不久後，十三妹從新聞得知咸濕得罪東星社，被可樂狙殺身亡後，令她決定報答可樂幫助殺父之仇，一起到珠海暫避風頭，原本可樂婉拒十三妹的好意，豈料鹹濕小舅卻偷襲可樂，十三妹為可樂擋子彈而受傷，可樂開槍擊斃鹹濕小舅後，只好與十三妹乘小艇。十三妹來到珠海後，認識可樂的兄弟阿豹，豈料聞訊趕來與十三妹相伴的張美潤，一度被懷疑對可樂有好感，讓十三妹對她吃醋，兩人不歡而散，從此失去聯絡。加上，原本珠海居住的地點遭仇家搗毀，可樂和阿豹亦失蹤，十三妹唯有返回香港，並再度與刀疤淇聯絡。
返回後，十三妹受到刀疤淇一生經歷的啟發，乃決定想要在江湖上闖出一番事業。恰巧，洪興社的色情場所正被James持續掃蕩，東星社以及聯和堂管轄的卻相安無事，社團正逢用人之際，十三妹則自告奮勇，願意接受這任務。因此，十三妹聯合刀疤淇一同行動，結果James被幹掉，順利達成任務。從此，十三妹獲得社團的重用，受權管理砵蘭街的一切事務。
張美潤在台灣拍劇，到香港取景期間重遇十三妹，之後她們一起到火鍋店吃東西。洪興尖東堂主太子遇襲受傷，洪興幹部陳耀指出是東星的兩人－可樂和阿豹幹的，十三妹知道後約見東星社的本叔要求別再鬧事，並於重遇可樂後互相交談他們離別後的經歷。後來十三妹從阿豹得知可樂被殺，到達事發現場後阿豹向十三妹表示是洪興幹的，希望藉此使十三妹成爲東星社成員，但十三妹卻怒揭穿阿豹是行兇者（她發現槍的子彈不是從外面射進來的，而是阿豹從車裡面射殺），這時車上的莎莎出現，還幫阿豹幫腔，但最後和花fit一樣被洪興的人逮到（因花fit之前想要幹掉韓賓，想不到韓賓早知道一切，並派遣兄弟逮住）。同時洪興眾多兄弟來到包圍阿豹，最後阿豹在走投無路之下被十三妹拿槍幹掉。陳浩南也送給十三妹一句話:「她終究是個女人！」

## 人物角色
| 角色名稱       | 演員   | 備註                                                                                     |
| -------------- | ------ | ---------------------------------------------------------------------------------------- |
| 崔小小／十三妹 | 吳君如 | 吹水達的女兒，後為洪興社旺角砵蘭街堂主                                                   |
| 張美潤         | 楊恭如 | 十三妹的閨蜜朋友，喜歡十三妹，後來加入了電視台成為演員                                   |
| 可樂           | 方中信 | 東星社成員，白頭本頭馬之一，被十三妹喜歡上，可惜最後被白頭本淪為籌碼而犧牲被阿豹殺害     |
| 韓賓           | 尹揚明 | 洪興社葵青堂主，喜歡十三妹                                                               |
| 刀疤淇         | 舒淇   | 十三妹的朋友，為十三妹殺掉James後自我犧牲                                                |
| 吹水達         | 吳孟達 | 洪興社成員，十三妹的父親，被咸濕殺害                                                     |
| 咸濕           | 程東   | 聯和堂成員，人稱豬哥                                                                     |
| 靚坤           | 吳鎮宇 | 洪興社堂主，吹水達大佬，正作已被陳浩南用計殺害                                           |
| 莎莎           | 植敬雯 | 假裝為十三妹的女人，實爲花fit的女人                                                      |
| 大佬Ｂ         | 吳志雄 | 前洪興社銅鑼灣堂主，正作已被靚坤殺害                                                     |
| 基哥           | 李兆基 | 洪興社西環堂主                                                                           |
| James          | 黃家諾 | 掃黃組警官，實為東星社成員，被十三妹和刀疤淇殺害，之後因為被警方查出大量黑錢而不了了之   |
| 太子           | 盧惠光 | 洪興社尖東堂主，被可樂和阿豹打成重傷                                                     |
| 蕉皮           | 朱永棠 | 洪興社成員                                                                               |
| 包皮           | 林曉峰 | 洪興社成員                                                                               |
| 花fit          | 敖志君 | 聯和成員，自稱歡場華陀，本想拼吞十三妹的地盤，可惜失敗，並被韓賓兩次先發制人             |
| 本叔           | 關海山 | 東星社現任坐館，接替已故龍頭駱駝統領東星，為人講一套做一套                               |
| 阿豹           | 金興賢 | 東星社成員，本來和可樂情同手足，可是最後因為利益殺害可樂並被十三妹識破，最後被十三妹殺害 |
| 陳耀           | 李道瑜 | 洪興社幹部、白紙扇                                                                       |
| 信哥           | 蔡業信 | 洪興社成員                                                                               |
| 小龍           | 程小龍 | 洪興社成員                                                                               |
| 史sir          | 鄒凱光 | 夜校老師，影射現實補習天王史偉全                                                         |
| 八兩金         | 八兩金 | 夜校學生                                                                                 |
| 陳浩南         | 鄭伊健 | 洪興社銅鑼灣堂主，結局客串出場                                                           |

## 軼事
戲中蕉皮幫陳浩南派喜帖,暗示大天二和kk結婚

## 影射
劇中有一幕有關夜校英文班的上課程況，影射現實中1990年代香港補習天王史偉全。

## 電影彩蛋
周星馳1998年賀歲片《行運一條龍》劇中結尾一幕由吳君如演「姣婆四」角色，為包租婆大姐大，以本電影主角砵蘭街堂主「十三妹」造型「亂入」及「惡搞」，當中有一幕有大批黑幫成員出場的情節，對白更揶揄「都話黑社會靠不住啦」， 而《古惑仔情義篇之洪興十三妹》和《行運一條龍》均為1998年一月及二月檔期上映的電影。
同一電影宇宙《古惑仔電影系列》的《98古惑仔：龍爭虎鬥》的片尾彩蛋，劇終自由搏擊比賽決戰中角色「十三妹」與外国女子以英語對話，與本劇劇中上「十三妹」英文夜校的情節與互相呼應。

## 獎項
| 頒獎典禮                      | 獎項       | 名單   | 結果 |
| ----------------------------- | ---------- | ------ | ---- |
| 第18屆香港電影金像獎          | 最佳女主角 | 吳君如 | 獲獎 |
| 第18屆香港電影金像獎          | 最佳女配角 | 舒 淇  | 獲獎 |
| 第18屆香港電影金像獎          | 最佳女配角 | 楊恭如 | 提名 |
| 香港電影評論學會大獎（第5屆） | 最佳女演員 | 吳君如 | 獲獎 |
| 香港電影金紫荊獎（第4屆）     | 最佳女主角 | 吳君如 | 獲獎 |
| 香港電影金紫荊獎（第4屆）     | 最佳女配角 | 舒 淇  | 獲獎 |
| 金馬獎（第35屆）              | 最佳女主角 | 吳君如 | 提名 |
| 金馬獎（第35屆）              | 最佳女配角 | 舒 淇  | 獲獎 |

## 備註
1. ↑  香港電影票房 1998 〔華語電影〕，〈香港電影票房全紀錄〉

## 外部連結
- 開眼電影網上《洪興十三妹》的資料（繁體中文）
- 豆瓣电影上《古惑仔情義篇之洪興十三妹》的資料 （简体中文）
- 时光网上《古惑仔情義篇之洪興十三妹》的資料（简体中文）
- AllMovie上《古惑仔情義篇之洪興十三妹》的资料（英文）
- 爛番茄上《古惑仔情義篇之洪興十三妹》的資料（英文）
- 香港影庫上《古惑仔情義篇之洪興十三妹》的資料（繁體中文）
- 互联网电影数据库（IMDb）上《古惑仔情義篇之洪興十三妹》的资料（英文）